# Xóchitl Gálvez
Bertha Xóchitl Gálvez Ruiz (Tepatepec, 22 febbraio 1963) è una politica, ingegnera e imprenditrice messicana, dal 1º settembre 2018 al novembre 2023 senatrice della Repubblica e facente parte del gruppo parlamentare del Partito Azione Nazionale. È stata anche commissaria nazionale per lo sviluppo dei popoli indigeni tra il 2003 e il 2006 durante la presidenza di Vicente Fox e capo delegazione di Miguel Hidalgo tra il 2015 e il 2018.
Il 31 agosto 2023 è stata designata dal Frente Amplio por México come candidata per le elezioni presidenziali del 2024.

## Biografia
È nata il 22 febbraio 1963 a Tepatepec, Hidalgo, in Messico. Figlia di Heladio Gálvez, insegnante bilingue di istruzione di base, originario del popolo Otomi della valle del Mezquital e Bertha Ruiz, una meticcia di radici Otomi impegnata nei lavori domestici. I suoi nonni e suo padre parlavano Hñahñu (una delle varianti di Otomí).
Ha iniziato gli studi di base nella sua nativa Tepatepec. Ha frequentato la scuola secondaria a Mixquiahuala che doveva raggiungere viaggiando quotidianamente, come tanti altri bambini della regione. In un'intervista ha dichiarato che, per pagare le spese scolastiche, vendeva la gelatina al mercato cittadino.
Durante i suoi studi, è entrata come impiegata nel registro civile di Tepatepec, dove è diventata la prima funzionaria.
Dopo aver terminato il liceo, si è trasferita a Città del Messico, dove ha ottenuto una stanza sul tetto a Iztapalapa per studiare ingegneria informatica presso l'Università nazionale autonoma del Messico. Per coprire le spese inizia a lavorare come operatrice telefonico e successivamente come stagista presso l'INEGI. Durante gli studi vince, tramite concorso, una borsa di studio nel centro di calcolo della facoltà di Ingegneria.
Nel 2010 ha conseguito la laurea in ingegneria informatica presso l'Università Nazionale Autonoma del Messico e, successivamente, si è specializzata in robotica, intelligenza artificiale, edifici intelligenti, sostenibilità e risparmio energetico. Inizialmente, ha lavorato come programmatrice e successivamente come analista e capo dipartimento presso l'Istituto Nazionale di Statistica e Geografia. È stata anche direttrice della Teleinformatica presso il World Trade Center di Città del Messico e coordinatrice del sistema di informazione e comunicazione del Padiglione del Messico all'Esposizione Universale di Siviglia del 1992.
Partecipa alla vita politica dal 2000.

## Carriera imprenditoriale
Nel 1992 fonda la società High Tech Services, dedicata allo sviluppo di progetti ad alto contenuto tecnologico finalizzati alla progettazione di edifici e aree intelligenti , risparmio energetico, automazione dei processi, sicurezza e telecomunicazioni. È stata anche fondatrice e direttrice generale della società OMEI, dedita alla gestione e alla manutenzione di infrastrutture intelligenti.
Premiata come imprenditrice dell'anno nel 1994 e nel 1995, Bertha Gálvez ha vinto il premio della Fondazione Sé Líder, il premio Zazil in ambito sociale e umanitario, il riconoscimento per l'“Impegno verso gli altri” concesso dal Centro Messicano di Filantropia e il Premio “Presea Pericle" del Museo Amparo di Puebla per meriti sociali. Ha lavorato come direttrice della teleinformatica presso il World Trade Center.
Nel 1999 è stata riconosciuta dal Foro economico mondiale di Davos, in Svizzera, come una dei “100 leader globali del futuro del mondo”. Nel 2000, la rivista Business Week l'ha nominata una delle 25 New Business Elite dell'America Latina.
Con i profitti delle sue aziende, nel 1995 ha deciso di creare la Fondazione Porvenir, che si dedica a combattere i problemi della malnutrizione infantile e a contribuire allo sviluppo economico delle donne nelle aree indigene. Uno dei suoi programmi prevede di portare cibo ai bambini indigeni malnutriti negli stati di Chiapas, Hidalgo, Oaxaca, Puebla e Veracruz. Oltre a promuovere vari sostegni in aree emarginate come la purificazione dell'acqua destinata al consumo umano nella valle del Mezquital. Per questo motivo Luiz Inácio Lula da Silva l'ha invitata al forum sociale di Porto Alegre, in Brasile.

## Vita privata
Sposata con Rubén Sanchez Manzo, la coppia ha due figli.